# Křelovice (district de Pelhřimov)
Pour les articles homonymes, voir Křelovice.
Křelovice (en allemand : Krelowitz) est une commune du district de Pelhřimov, dans la région de Vysočina, en République tchèque. Sa population s'élevait à 337 habitants en 2020.

## Géographie
Křelovice se trouve à 13 km au nord-nord-ouest de Pelhřimov, à 34 km au nord-ouest de Jihlava et à 80 km au sud-ouest de Prague.
La commune est limitée par Onšov et Syrov au nord, par Senožaty et Želiv à l'est, par Červená Řečice au sud, et par Rovná, Arneštovice et Košetice à l'ouest.

## Histoire
La première mention écrite de la localité date de 1379.

## Administration
La commune se compose de quatre quartiers (divisions cadastrales) :
- Číhovice
- Jiřičky
- Křelovice
- Poříčí

## Transports
Par la route, Křelovice se trouve à 13,5 km de Pelhřimov, à 47 km de Jihlava à 99 km de Prague.